# Musée d'histoire et de la pêche de Talmont
Le Musée d'histoire locale et de la pêche dans l'estuaire de la Gironde est un musée français situé dans le petit village de Talmont-sur-Gironde, classé parmi les plus beaux villages France, aujourd'hui parmi l'un des hauts lieux touristiques de Charente-Maritime.

## Histoire
Le musée municipal de Talmont est aménagé dans une ancienne maison située non loin de l'église Sainte-Radegonde et dont les origines semblent remonter au XVIIIe siècle, période au cours de laquelle plusieurs demeures du village ont été rebâties sur les fondations de maisons antérieures. 
En 1830, elle est la propriété du charpentier Pierre Soulisse. Elle change deux fois de propriétaire avant d'être finalement acquise par la commune en 1859, dans le but d'y aménager l'école élémentaire du village. 
Elle conserve cette fonction jusqu'en 1970, avant que le faible nombre d'élèves scolarisés dans la commune n'entraîne la fermeture de l'école. Le bâtiment est alors acquis par la société des amis de Talmont dans le but de créer un musée consacré à l'histoire locale auquel est adjoint en 1992 un musée de la pêche. Les deux entités sont finalement municipalisées en 1998 puis réhabilitées par un syndicat mixte regroupant le Conseil général de la Charente-Maritime et la commune.

## Collections
Le musée de Talmont est divisé en plusieurs sections consacrées à la paléontologie, à l'histoire de l'église et de la ville close ainsi qu'aux techniques de pêche traditionnelle. 
Parmi les collections exposées se trouvent des fossiles, des poteries ou des objets de la vie courante, tandis que des maquettes, photos et diaporamas présentent l'histoire de la bastide. 
Dans la cour du musée est exposée une yole, embarcation traditionnelle des pêcheurs de l'estuaire de la Gironde.